# James Durand-Savoyat
Pour les articles homonymes, voir Durand-Savoyat.
James Durand-Savoyat est un homme politique français, né le 11 décembre 1849 à Mens (Isère) et décédé le 9 février 1914 à Monaco
Fils de Napoléon Durand-Savoyat, ancien député, il part s'installer en Argentine pendant 14 ans. Il revient en France en 1883 et dirige une entreprise d'import-export. Il est député de l'Isère de 1889 à 1893, succédant à son cousin Léonce-Émile Durand-Savoyat.

## Sources
- « James Durand-Savoyat », dans le Dictionnaire des parlementaires français (1889-1940), sous la direction de Jean Jolly, PUF, 1960 [détail de l’édition]